# Mame (musical)

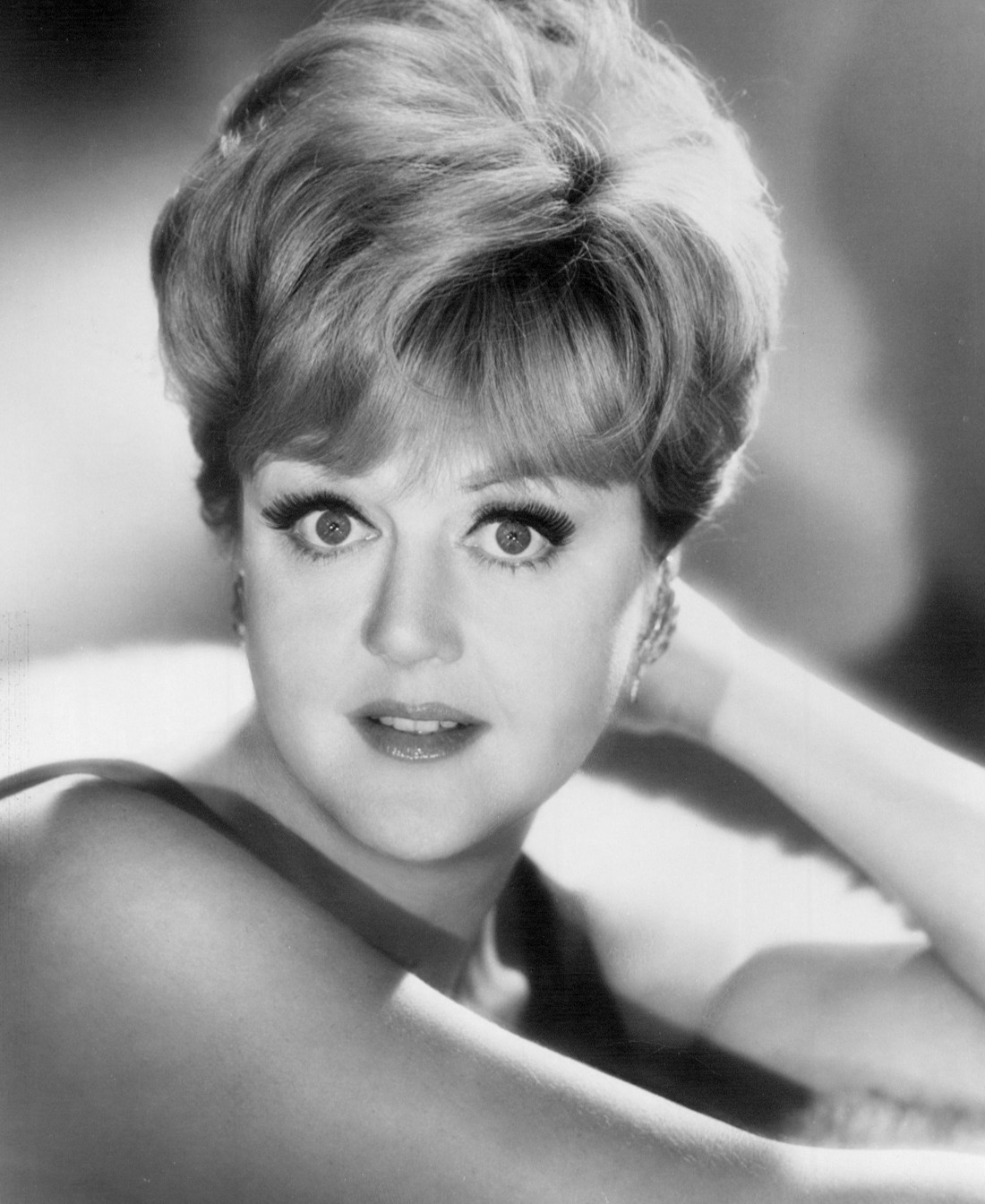
Angela Lansbury, 1966

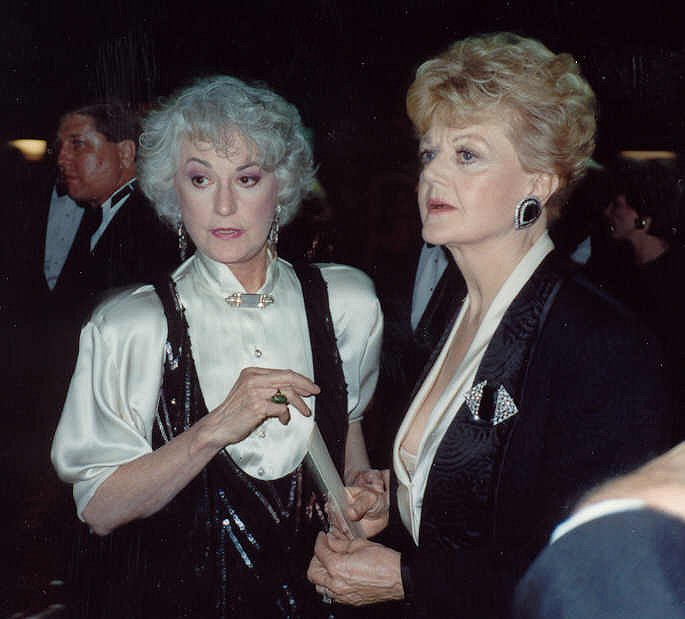
Les members originals del repartiment de Broadway Bea Arthur i Angela Lansbury a la gala dels 41è Premis Emmy (1989). Totes dues van continuar sent amigues durant els anys.

Mame és un musical amb el llibret de Jerome Lawrence i Robert Edwin Lee i música i lletres de Jerry Herman. Originalment titulada My Best Girl, es basa en la novel·la de 1955 Auntie Mame de Patrick Dennis i una obra de Broadway del 1956, de Lawrence i Lee, que va protagonitzar Rosalind Russell. Ambientat a la ciutat de Nova York i abasta la Gran Depressió i la Segona Guerra Mundial, se centra en una excèntrica i bohèmia Mame Dennis, el famós lema de la qual és "La vida és un banquet i la majoria de pobres fills de gossa moren de fam". La seva vida fabulosa amb els seus rics amics es veu interrompuda quan el jove fill del seu difunt germà arriba a viure amb ella. Afronten la depressió en una sèrie d'aventures.
El 1958, una pel·lícula titulada Auntie Mame, basada en l'obra, va ser llançada per Warner Bros. Pictures, un cop més protagonitzada per Rosalind Russell en el paper principal. Russell va ser nominada a un Oscar i va obtenir un Globus d'Or per la seva interpretació.
El musical es va estrenar a Broadway el 1966, protagonitzat per Angela Lansbury i Bea Arthur. La producció es va convertir en un èxit i va generar una pel·lícula el 1974 amb Lucille Ball en el paper principal i Arthur representant el seu paper de suport, així com una producció londinenca, un revival de Broadway i un nou revival pel 40è aniversari al Kennedy Center el 2006.

## Rerefons
El musical es va inspirar en l'èxit de la comèdia de Broadway de 1956 i la versió posterior del cinema de 1958 protagonitzada per Rosalind Russell, així com la novel·la de 1955 de Patrick Dennis. Segons Stephen Citron, a "Jerry Herman: Poeta del Showtune", els «kudos [per Auntie Mame] van fer que tots els implicats immediatament pensessin en musicalitzar l'obra». Dennis va escriure diverses novel·les còmiques més, incloent una seqüela, Around the World with Auntie Mame, i Little Me, que es va convertir en un musical de Broadway protagonitzat per Sid Caesar. L'èxit d'aquest musical podria haver impulsat Lawrence i Lee a convertir Mame en un musical. Mary Martin va rebutjar el paper principal, i després que nombroses actrius haguessin estat considerades, finalment va acabar en mans d'Angela Lansbury. Jerry Herman va intentar cotractar Judy Garland i va escriure l'espectacle tenint-la present. Els seus directius van parlar d'això, que van pensar que no podia fer front a l'estrès de vuit espectacles a la setmana de Broadway.

## Produccions

### Producció original de Broadway
El musical es va estrenar al Winter Garden Theatre de Broadway el 24 de maig de 1966. Tres anys després, es va traslladar a The Broadway Theatre, on va romandre fins a tancar el 3 de gener de 1970. Entre els dos escenaris, va dirigir un total de 1.508 representacions. i cinc prèvies. El musical va ser dirigit per Gene Saks, coreografiat per Onna White amb un disseny d'escenografia de William i Jean Eckart, disseny de vestuari de Robert Mackintosh, disseny d'il·luminació de Tharon Musser i orquestracions de Philip J. Lang. A més de Lansbury com Mame, el repartiment incloïa Bea Arthur com Vera Charles, Frankie Michaels com Patrick, Jane Connell com Agnes Gooch, Charles Braswell com Beauregard Jackson Pickett Burnside, i Willard Waterman (que havia interpretat a Claude Upson a la pel·lícula de 1958) com a Dwight Babcock.
Lansbury, Arthur i Michaels van guanyar els premis Tony, mentre que Saks, White, els escriptors, Herman i els dissenyadors de muntatges William i Jean Eckart van rebre totes les nominacions.
Quan Lansbury va fer unes vacances de dues setmanes a l'agost de 1967, Celeste Holm va tenir el paper principal, abans de protagonitzar la Gira Nacional, i va obtenir "crítiques extàtiques", inclosa la del New York Times. Quan Lansbury va abandonar la producció de Broadway el 30 de març de 1968, per participar a una gira limitada de l'espectacle pels Estats Units, Janis Paige va ser l'estrella escollida per ser la nova Mame, a partir d'abril de 1968. L'estada de Paige i el show per si mateix va continuar tenint tant èxit que va ser rellevada per Jane Morgan (desembre de 1968), i aquesta per Ann Miller (maig de 1969).

### Gires pels Estats Units
Celeste Holm, que va fer el paper a Broadway durant dues setmanes quan Lansbury va agafar vacances, va continuar al paper en la primera gira nacional. Quan Lansbury va deixar la producció de Broadway, va encapçalar una segona gira limitada que va fer aturada a San Francisco a partir de l'abril de 1968 i va passar també per Los Angeles.

### West End
Ginger Rogers va protagonitzar la producció del West End de 1969 al paper principal, amb Margaret Courtenay com a Vera. Va estar-se durant catorze mesos al Theatre Royal, Drury Lane amb una actuació especial per a la reina Isabel II. Victor Woolf va dirigir aquesta producció.

### Altres produccions
Susan Hayward va aparèixer a la producció de Las Vegas, mentre que estrelles com Ann Sothern, Janet Blair, Jane Russell, Elaine Stritch, Edie Adams, Patrice Munsel, Kitty Carlisle, Carol Lawrence, Shani Wallis, Juliet Prowse i Sheila Smith han aparegut en produccions regionals o de gira.
El 1976 es va produir una producció mexicana a Ciutat de Mèxic, amb Silvia Pinal en el paper i Evangelina Elizondo com a Vera. El 1985, Pinal va reproduir la producció amb l'actriu espanyola María Rivas com a Vera. El 2014/2015, una nova producció mexicana es va representar a Mèxic amb Itati Cantoral i Alicia Machado en el paper i Dalilah Polanco com a Vera.
Malgrat la presència de Lansbury, el revival aBroadway, molt anunciat, va resultar infructuós. Després de set previsualitzacions, es va estrenar el 24 de juliol de 1983 al George Gershwin Theatre, on va estar-se només 41 representacions.
Una producció es va realitzar al Alex Theatre, Glendale, Califòrnia a l'abril de 1994, amb Juliet Prowse com Mame,
Gretchen Wyler com Vera i Marsha Kramer com a Gooch.
El Paper Mill Playhouse (Millburn, Nova Jersey), produïren el musical al setembre i octubre de 1999, protagonitzat per Christine Ebersole i Kelly Bishop com "Vera Charles". La producció del Kennedy Center va tenir lloc des de l'1 de juny del 2006 fins al 2 de juliol i va estar protagonitzada per Christine Baranski com Mame, Harriet Sansom Harris com Vera, i Emily Skinner com a Gooch.
La primera producció britànica en cinquanta anys es va estrenar al Hope Mill Theatre de Manchester el setembre del 2019. Aquesta producció va ser protagonitzada per Tracie Bennett com Mame i Harriet Thorpe com Vera.

## Sinopsi
La vida frenètica de l'excèntrica Mame Dennis i el seu estil bohemi, artístic intel·lectual, es trenca quan Patrick, el fill de deu anys del seu germà difunt Patrick, és confiat a la seva cura. Més que no pas a la convenció, Mame introdueix el noi en el seu estil de vida lliure, inculcant-li el seu credo favorit, "La vida és un banquet, i la majoria dels pobres fills de puta es moren de fam". A la història hi ha Agnes Gooch (la secretària personal de Mame i la mainadera), Vera Charles (l'actriu baríton, amiga de l'ànima i la més exuberant del món) i Dwight Babcock (el funest i ofensiu executor de l'herència del seu germà). Mame perd la seva fortuna al Crac de Wall Street de 1929 i tracta de guanyar-se la vida en diversos treballs amb resultats còmicament desastrosos, però persisteix amb bon humor i un sentit de l'estil irrepressible.
Mame després es troba i es casa amb Beauregard Jackson Pickett Burnside, un aristòcrata del Sud amb una plantació a Geòrgia anomenada Peckerwood. Els fideïcomissaris del pare de Patrick obliguen Mame a enviar a Patrick a l'internat, i Mame i Beau viatgen pel món en una lluna de mel interminable que s'atura quan Beau mor mentre puja a una muntanya. Mame torna a casa sent una rica vídua per descobrir que Patrick s'ha convertit en un esnob compromès amb un debutant igual de prigada, Glòria Upson, d'una família atrotinada. Mame porta a Patrick els seus sentits a temps d'introduir-lo a la dona que acabarà convertint-se en la seva dona, Pegeen Ryan. Quan acaba la història, Mame es prepara per portar el fill petit de Patrick, Peter, a l' Índia amb el seu estil habitual.

## Números musical
| Acte I - Overture − Orquestra - "St. Bridget" − Young Patrick i Agnes - "It's Today" − Mame, Vera i Companyia - "Open a New Window" − Mame, Young Patrick i Companyia - "The Moon Song" (The Man in the Moon) − Vera, Mame i Companyia - "My Best Girl" − Young Patrick i Mame - "We Need a Little Christmas" − Mame, Young Patrick, Agnes, Ito, i Beauregard - "The Fox Hunt" − Uncle Jeff, Young Patrick, Cousin Fan, i Mother Burnside - "Mame" − Beauregard i Company - Finale Act I ("My Best Girl" i "Mame") − Young Patrick i Company | Acte II - Entr'acte − Orquestra - "Opening Act Two" (The Letter) − Young Patrick i Older Patrick - "My Best Girl (reprise)" − Older Patrick - "Bosom Buddies" − Mame i Vera - "Gooch's Song" − Agnes Gooch - "That's How Young I Feel" − Mame, Junior i Companyia - "If He Walked Into My Life" − Mame - "It's Today" (reprise) − Mame i Companyia - "My Best Girl" (reprise) − Older Patrick - Finale Act II ("Open A New Window") − Tots - Curtain Calls ("It's Today", "We Need a Little Christmas" i "Mame") − Tots |

## Enregistrament
El 1966 el segell Columbia Masterworks va publicar la gravació de la producció original de Broadway el 1966. Una versió de CD, amb cinc pistes bonus, va ser llançada per Legacy Recordings el 1999. Les pistes bonus inclouen versions demostratives de "St. Bridget", "It's Today", "Open a New Window", i "Mame",així com la cançó "Camouflage" (destinada a ser cantada entre Mame Dennis i Vera Charles abans de la discussió de si Patrick podia quedar-se amb Mame), tot interpretada per Jerry Herman i Alice Borden. (Una altra cançó de tall, "Love is only Love", va ser cantada per Mame a Patrick abans de "The Fox Hunt"; més tard es va utilitzar en la versió cinematogràfica de Hello, Dolly!.)
El 1966Bobby Darin, Louis Armstrong, i Herb Alpert van entrar a les llistes d'èxits als Estats Units i Canadà amb les seves versions de la cançó del títol del musical. Eydie Gormé va tenir un gran èxit amb la seva gravació de "If He Walked into My Life", per la qual va rebre el premi Grammy de 1967 a la millor interpretació vocal femenina. "We Need a Little Christmas" és una melodia de vacances molt coneguda i es pot escoltar en diverses desfilades de Nadal de Disney.

## Premis i nominacions

### Producció original de Broadway
| Any  | Premi               | Categoria                               | Nominat                        | Resultat  |
| ---- | ------------------- | --------------------------------------- | ------------------------------ | --------- |
| 1966 | Premi Tony          | Millor musical                          | Millor musical                 | nominat   |
| 1966 | Premi Tony          | Millor compositor i lletrista           | Jerry Herman                   | nominat   |
| 1966 | Premi Tony          | Millor actriu protagonista de musical   | Angela Lansbury                | Guanyador |
| 1966 | Premi Tony          | Millor actor de repartiment de musical  | Frankie Michaels               | Guanyador |
| 1966 | Premi Tony          | Millor actriu de repartiment de musical | Beatrice Arthur                | Guanyador |
| 1966 | Premi Tony          | Millor direcció de musical              | Gene Saks                      | nominat   |
| 1966 | Premi Tony          | Millor coreografia                      | Onna White                     | nominada  |
| 1966 | Premi Tony          | Millor escenografia                     | William and Jean Eckart        | nominats  |
| 1966 | Premi Theatre World | Premi Theatre World                     | Jerry Lanning                  | Guanyador |
| 1967 | Premi Theatre World | Premi Theatre World                     | Sheila Smith                   | Guanyador |
| 1967 | Premis Grammy       | Millor àlbum de teatre musical          | Millor àlbum de teatre musical | Guanyador |